# Royaume du Sikkim
Le royaume du Sikkim est une ancienne monarchie, fondée en 1642, par Phuntsog Namgyal, descendant de Gourou Tashi, et qui devient un État de l'Inde, le Sikkim, à partir de 1975. Son monarque était appelé le chogyal.

## Histoire

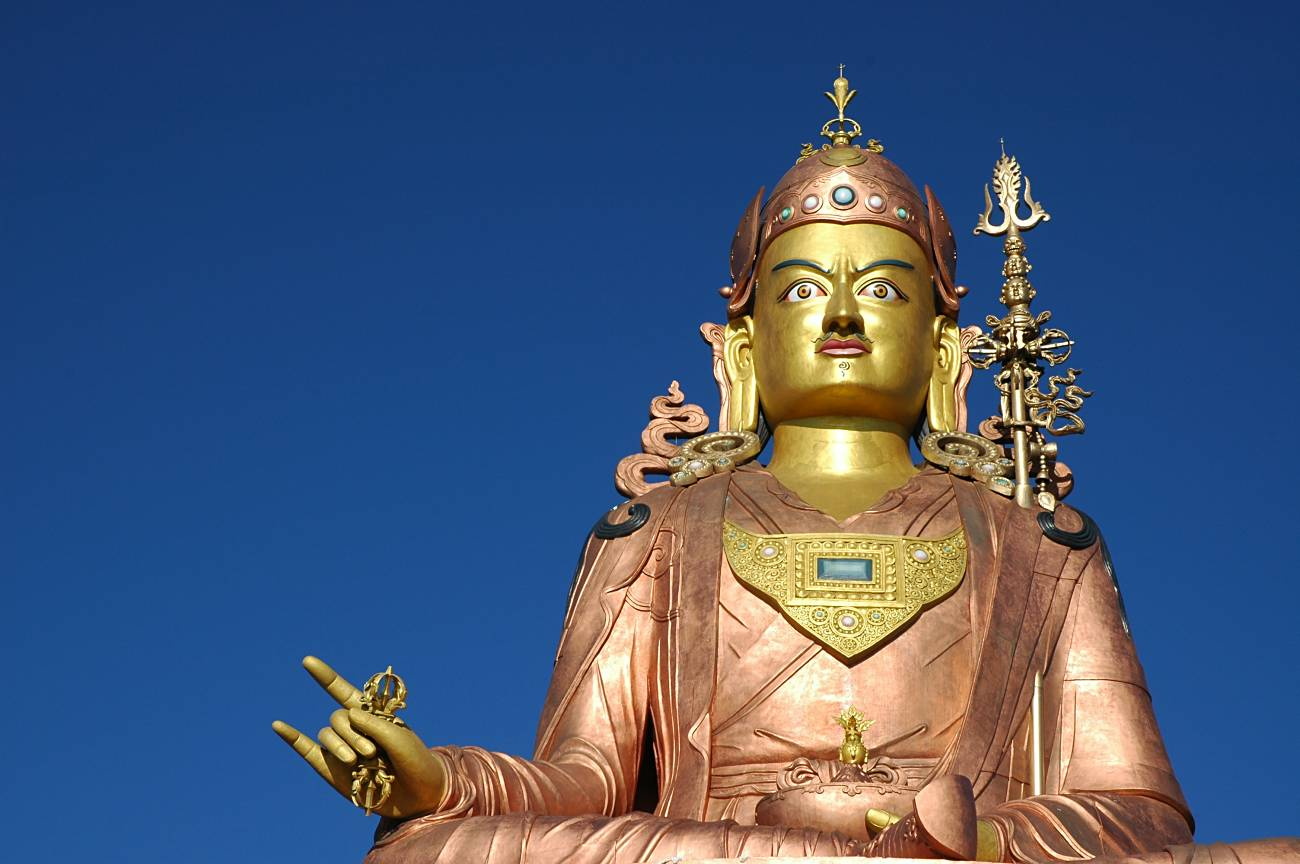
Statue de Padmasambhava, saint-patron du Sikkim.

Le plus ancien événement dont subsiste une trace dans l'histoire du Sikkim est le passage du maître indien Padmasambhava, figure bouddhiste vénérée, au VIIIe siècle. Selon la légende, il y bénit la terre, y introduit le bouddhisme et prédit la monarchie qui s'installera des siècles plus tard. Au XIIIe siècle, toujours selon la légende, Gourou Tashi, un prince provenant de Minyak dans le Kham (au Tibet oriental) a une révélation divine la nuit, qui lui ordonne de voyager vers le Sud pour chercher fortune. Ses descendants forment par la suite la famille royale du Sikkim : en 1642, le 5e descendant de Gourou Tashi, Phuntsog Namgyal, est consacré 1er chogyal du Sikkim par trois lamas venus du Nord, de l'Ouest et du Sud, à Yuksom ; cet événement marque le début de la monarchie.
Le fils de Phuntsog Namgyal, Tensung Namgyal, lui succède en 1670. Ce dernier déplace la capitale de Yuksom à Rabdentse. En 1700, le Sikkim est envahi par le Bhoutan avec l'aide de la demi-sœur du chogyal, qui avait été écartée du trône. Les Bhoutanais sont ensuite chassés par les Tibétains, qui restituent le trône au chogyal en 1710. Entre 1717 et 1733, le royaume fait face à de nombreuses incursions des Népalais à l'ouest et des Bhoutanais à l'est ; elles culminent avec la destruction de Rabdentse par les troupes népalaises. En 1791, la Chine envoie des troupes soutenir le Sikkim et défendre le Tibet contre les Gurkhas. À la suite de la défaite du Népal, la dynastie Qing prend le contrôle du Sikkim,.

## Galerie

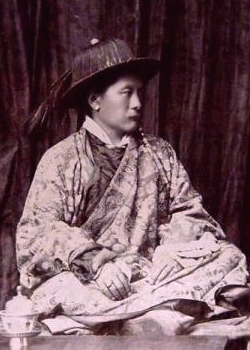
Thutob Namgyal (1860-1914)
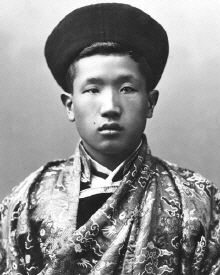
Sidkéong Tulku Namgyal (1879-1914)
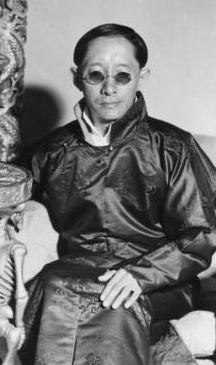
Tashi Namgyal (1893-1963)
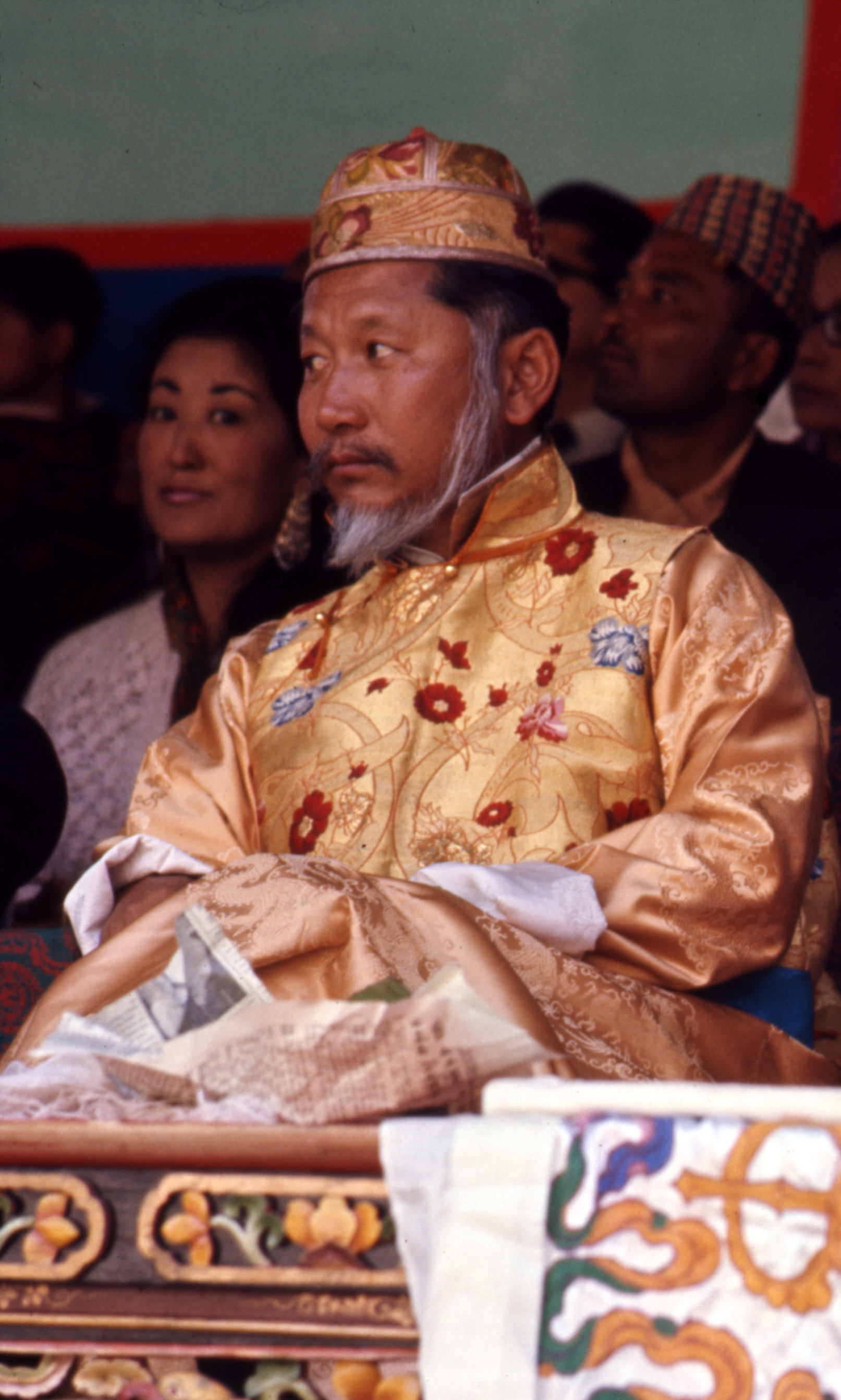
Palden Thondup Namgyal (1923-1982)